# انگ‌ویروم
اینگورم (به هلندی: Engwierum) یک منطقهٔ مسکونی در هلند است که در دونگرادیل واقع شده‌است. اینگورم ۵۶۵ نفر جمعیت دارد.